# Jimmie F. Skaggs
Pour les articles homonymes, voir Skaggs.
Jimmie F. Skaggs est un acteur américain, né le 20 décembre 1944 à Hot Springs, Arkansas (États-Unis) et mort le 6 juillet 2004 à Highland Park (Californie).

## Biographie
Skaggs est diplômé de l'Elyria High School en 1963 et a étudié le théâtre à l'Académie américaine des arts dramatiques à Manhattan, où il a obtenu son diplôme en 1970. À partir de 1981, il a également été vu à l'écran et dans des longs métrages dans plus de 70 rôles. Avec 59 ans, il est mort d'un cancer du poumon. Skaggs était avec son compatriote l'actrice Virginia Morris a épousé.

## Filmographie
- 1981 : The Marva Collins Story (TV) : Chester Boland
- 1984 : La Machination (The Naked Face) : Fallon
- 1984 : Mister T, l'homme le plus fort du monde (The Toughest Man in the World) (TV) : Fox
- 1987 : Best of Friends (TV) : Man at Bar
- 1987 : Kenny Rogers as The Gambler, Part III: The Legend Continues (TV) : Charles Afraid of Bear
- 1987 : L'Arme fatale (Lethal Weapon) de Richard Donner : Drug Dealer #1
- 1987 : Dragnet : Caterer Pagan
- 1988 : The Night Before (en) : Hood #1
- 1988 : Ghost Town : Devlin
- 1989 : Pink Cadillac de Buddy Van Horn : Billy Dunston
- 1989 : Voyageurs sans permis (Homer and Eddie) : Jesus #1
- 1989 : Cage : Ugly Guy
- 1989 : Puppet Master : Neil Gallagher
- 1990 : Confiance aveugle (en) (Blind Faith) (TV) : Eggars
- 1990 : Solar Crisis : Biker
- 1990 : The Lost Capone (TV) : Joseph Littlecloud
- 1990 : Poker d'amour à Las Vegas ("Lucky/Chances") (feuilleton TV) : Whitejack
- 1991 : Un homme aux abois (The Chase) (TV) : Tom
- 1991 : Thousand Pieces of Gold : Jonas
- 1991 : Keeper of the City (TV) : Gordon
- 1992 : Ned Blessing: The True Story of My Life (TV) : Ignacio
- 1994 : Oblivion : Buteo
- 1995 : Follow the River (TV) : Snake Stick
- 1995 : Tecumseh: Le dernier guerrier (Tecumseh: The Last Warrior) (TV) : Hardstriker
- 1995 : L'Île aux pirates (Cutthroat Island) : Tom Scully
- 1996 : Playing Dangerous 2 : Andreyz Varglak
- 1996 : Oblivion 2: Backlash : Buteo
- 1996 : Lonesome Dove : Les Jeunes Années (Dead Man's Walk) (feuilleton TV) : Bes Das
- 1996 : Underworld : Smilin' Phil Fox / Todd Streeb
- 1996 : Blue Rodeo (TV)
- 1997 : Flics sans scrupules (Gang Related) de Jim Kouf : Duncan
- 1997 : A Christmas Memory (TV) : Haha Jones
- 1999 : Whatever It Takes : Roland
- 2000 : Hollow Man : Wino
- 2000 : Sunset Strip (en) d'Adam Collis (en) : Guitar Center Owner
- 2000 : Highway 395 : Lew Grade
- 2002 : Woman on Fire : Nezam
- 2002 : Girl Fever : Robber
- 2002 : Arrête-moi si tu peux (Catch Me If You Can) de Steven Spielberg : Barman
- 2003 : Dead End : Un ouvrier
- 2003 : Remember